# Katjuša Kovačič
Katjuša Kovačič, slovenska akrobatka, plesalka sodobnega in izraznega plesa, igralka in performerka, * 1986.
Od malega jo zanima gibanje in iskanje ravnotežja, stoja in hoja po rokah. Odraščala je ob uličnem gledališču Ane Monro, kjer je igral tudi njen oče Marko A. Kovačič. Izpopolnjevala se je v Pekingu. Ima bogat opus samostojnih predstav. 